# تومارا
تومارا (روسی: Тумара) یک رودخانه در یاقوتستان کشور روسیه است.